# Tankie

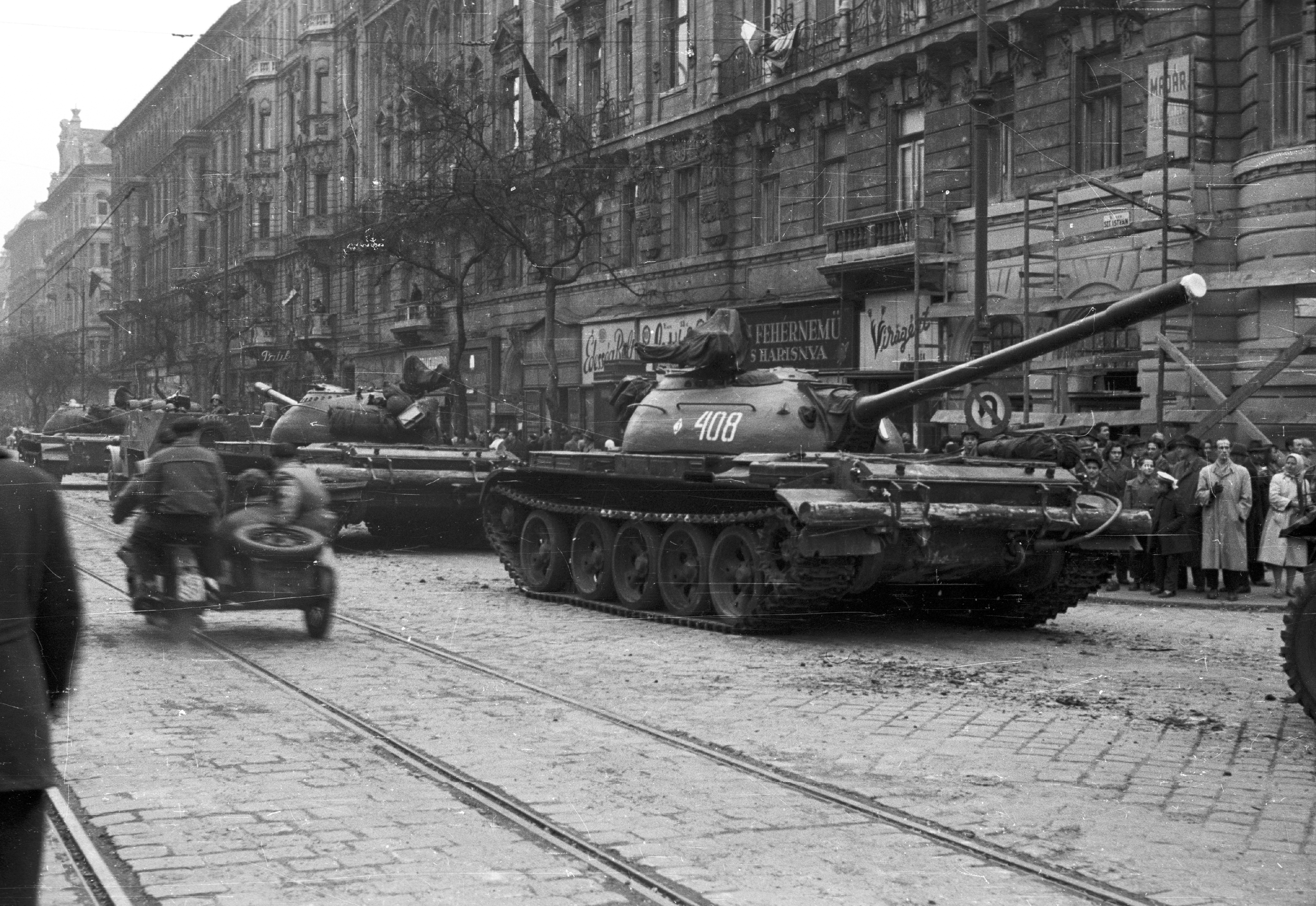
T-54-Panzer der Sowjetarmee, die als Reaktion auf den Ungarischen Volksaufstand eingesetzt wurden, woher der Begriff „Tankie“ stammt

Tankie ist eine im Westen vorkommende englischsprachige, meist abwertende Bezeichnung für einen autoritären Kommunisten. Der Begriff wird meistens von politisch Linken benutzt, wird jedoch auch gelegentlich von konservativen Lagern aufgegriffen.
Der Begriff „Tankie“ (v. engl. tank u. dementsprechend russ. танки für „Panzer“) wurde ursprünglich verwendet, um Mitglieder der Communist Party of Great Britain zu beschreiben, die der Parteilinie der Kommunistischen Partei der Sowjetunion folgten. Konkret wurde er von abweichenden Sozialisten verwendet, um Parteimitglieder zu kennzeichnen, die sich für den sowjetischen Einsatz von Panzern (englisch tanks) zur Niederschlagung des Ungarischer Volksaufstand und des Prager Frühlings aussprachen oder die allgemein prosowjetische Positionen vertraten.

## Benutzung
Der Begriff hat seinen Ursprung in der britischen politischen Rhetorik. Seitdem ist es in den englischsprachigen sozialen Medien zu einem beliebten Pejorativum geworden. Im Jahr 2017 argumentierte der linksgerichtete Schriftsteller Carl Beijer, dass es zwei unterschiedliche Verwendungen des Begriffs Tankie gibt. Das Original, das „in der Entsendung von Panzern nach Ungarn zur Niederschlagung des Widerstands gegen den Sowjetkommunismus zum Ausdruck kam“. Im Allgemeinen ist ein Tankie jemand, der dazu neigt, „militante Opposition gegen den Kapitalismus“ und eine modernere Online-Variante zu unterstützen, was „so etwas wie ‚ein selbsternannter Kommunist, der sich Verschwörungstheorien hingibt und dessen Rhetorik weitgehend performativ ist‘“ bedeutet. Er stand beiden Verwendungen kritisch gegenüber.
Ein Beispiel für die moderne Verwendung ist die Beschreibung derjenigen, „die China instinktiv verteidigen, basierend auf der Idee, dass es ein Beispiel für den tatsächlich existierenden Sozialismus ist, der sich dem westlichen Imperialismus widersetzt“, in Diskussionen rund um den Völkermord an den Uiguren, wobei sie bei dieser Verteidigung neokonservative Analysen verwenden, um die „Anti-Terror“-Operationen der chinesischen Regierung zu rechtfertigen. Der Begriff Tankie wird in der heutigen Zeit auch verwendet, um die Verteidiger von Diktatoren wie Bashar al-Assad oder diejenigen zu beschreiben, die Russlands Vorgehen im Russisch-Ukrainischen Krieg unterstützen.
Das taiwanesische linke Magazin New Bloom behauptet, dass viele moderne Tankies Mitglieder der asiatischen Diasporas englischsprachiger Länder seien. Insbesondere Mitglieder der chinesischen Diaspora, die nach radikalen Antworten auf soziale Missstände wie Fremdenfeindlichkeit gegenüber Asiaten suchen, werden vom Tankie-Diskurs angezogen. Diese moderne Konzeption von Tankie wurde auch als „diasporischer chinesischer Nationalismus“ beschrieben.